# Джервис (бухта)
Бу́хта Дже́рвис (англ. Jervis Inlet) — крупная бухта на побережье Британской Колумбии, примерно в 95 км к северо-западу от Ванкувера.

## География
Протяжённость бухты — 77 км от входа из пролива Джорджии около острова Тексада до устья небольшой 18-километровой реки Скваквы. Джервис — глубочайший фьорд в Британской Колумбии — его наибольшая глубина 670 м.
Бухта образована тремя узкими проливами, или коленами:
- Колено Принс-оф-Уэйлс[англ.]
- Колено Принсесс-Ройал[англ.]
- Колено Куинс[англ.]

Самый верхний участок — колено Куинс, которое после поворота точно на 90 градусов, что часто бывает у фьордов, переходит в колено Принсесс-Ройал. Оба эти колена имеют длину около 20 км. На склонах фьорда и долины реки Скваквы, впадающей в оконечность бухты, находятся два самых высоких в Канаде водопада: водопад Джеймс-Брюс (840 м) и водопад Альфред-Крик.
Самой посещаемой и известной бухтой в этом районе является бухта Принсесс-Луиза, у входа в которую находятся Малибу-клуб и лагерь Янг-Лайф, а в оконечности — морской провинциальный парк Принсесс-Луиза с водопадом Четтербокс.
У входа в бухту Джервис пассажирско-автомобильный паром компании BC Ferries связывает Эрлс-Коув (на оконечности полуострова Сичелт и нижнем Саншайн-Косте) с Солтери-Беем (на оконечности полуострова Маласпина и верхнем Саншайн-Косте).
Население на берегах бухты Джервис редкое, и подъездных дорог к ней не проложено. К промышленности относятся мелкое производство аквакультур, рыбная ловля на продажу, заготовка и транспортировка леса, но в ближайшие годы планируется реализовать там значительное число независимых проектов электростанций.

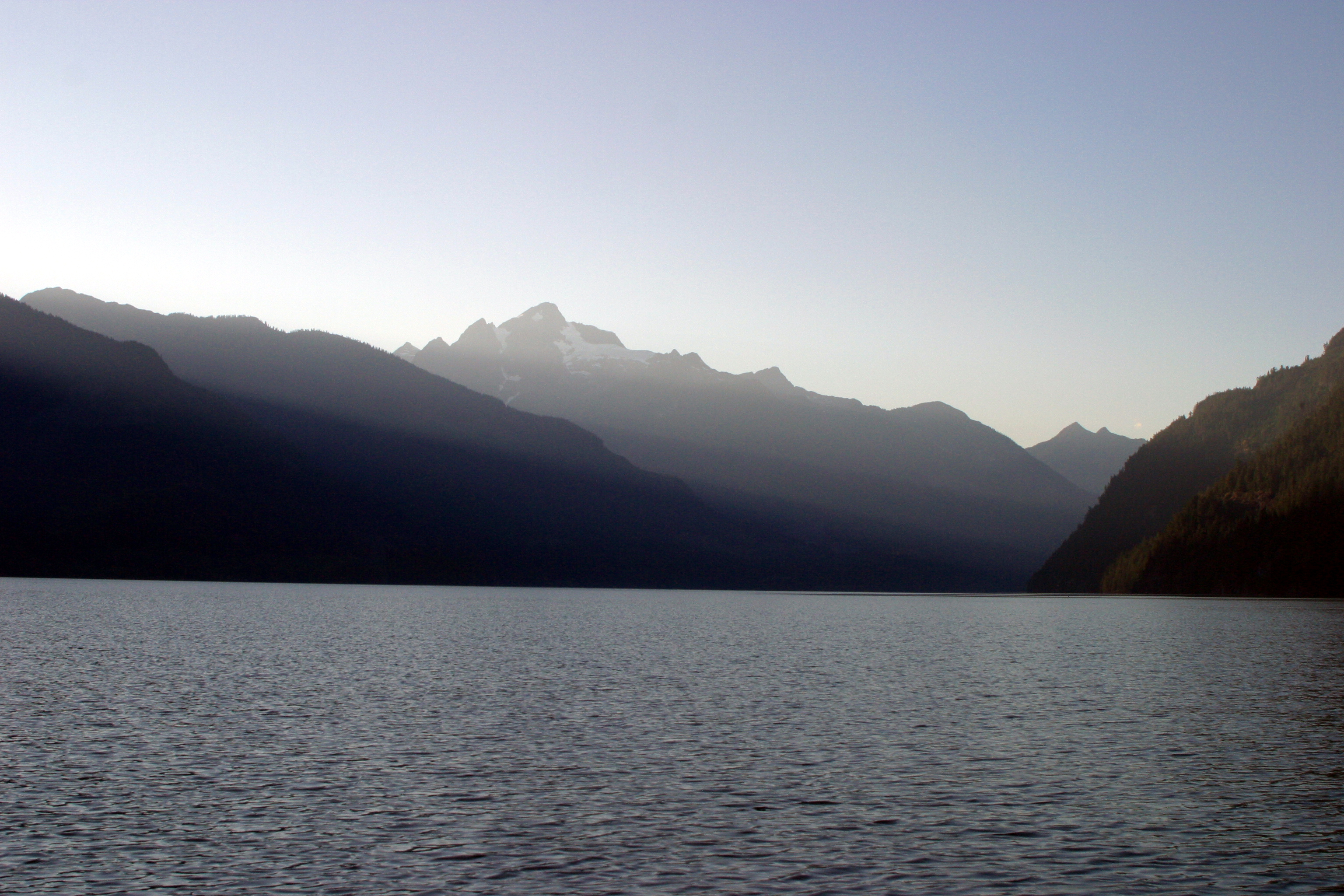
Гора Альфред
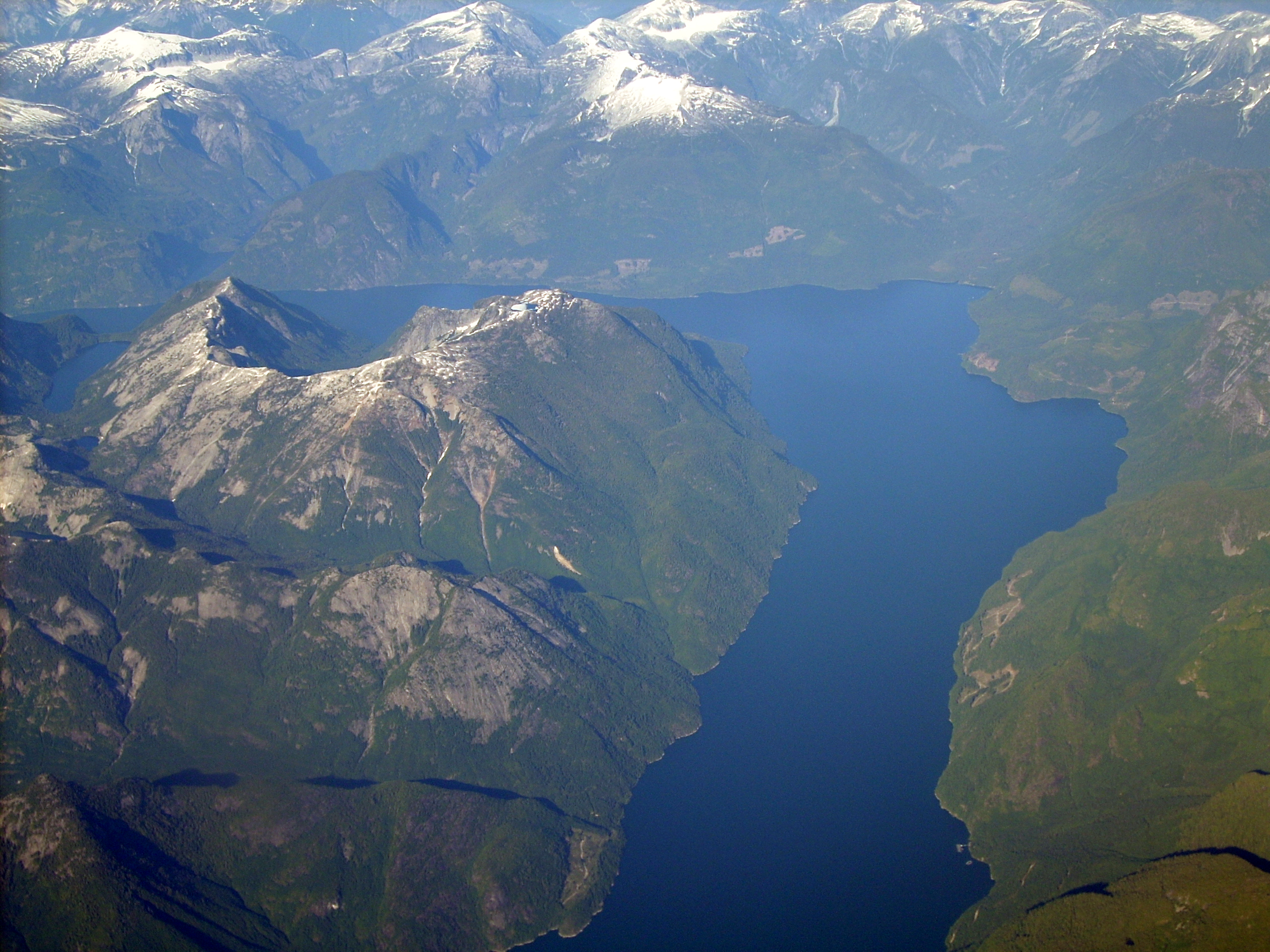
Гора Фредерик-Уильям
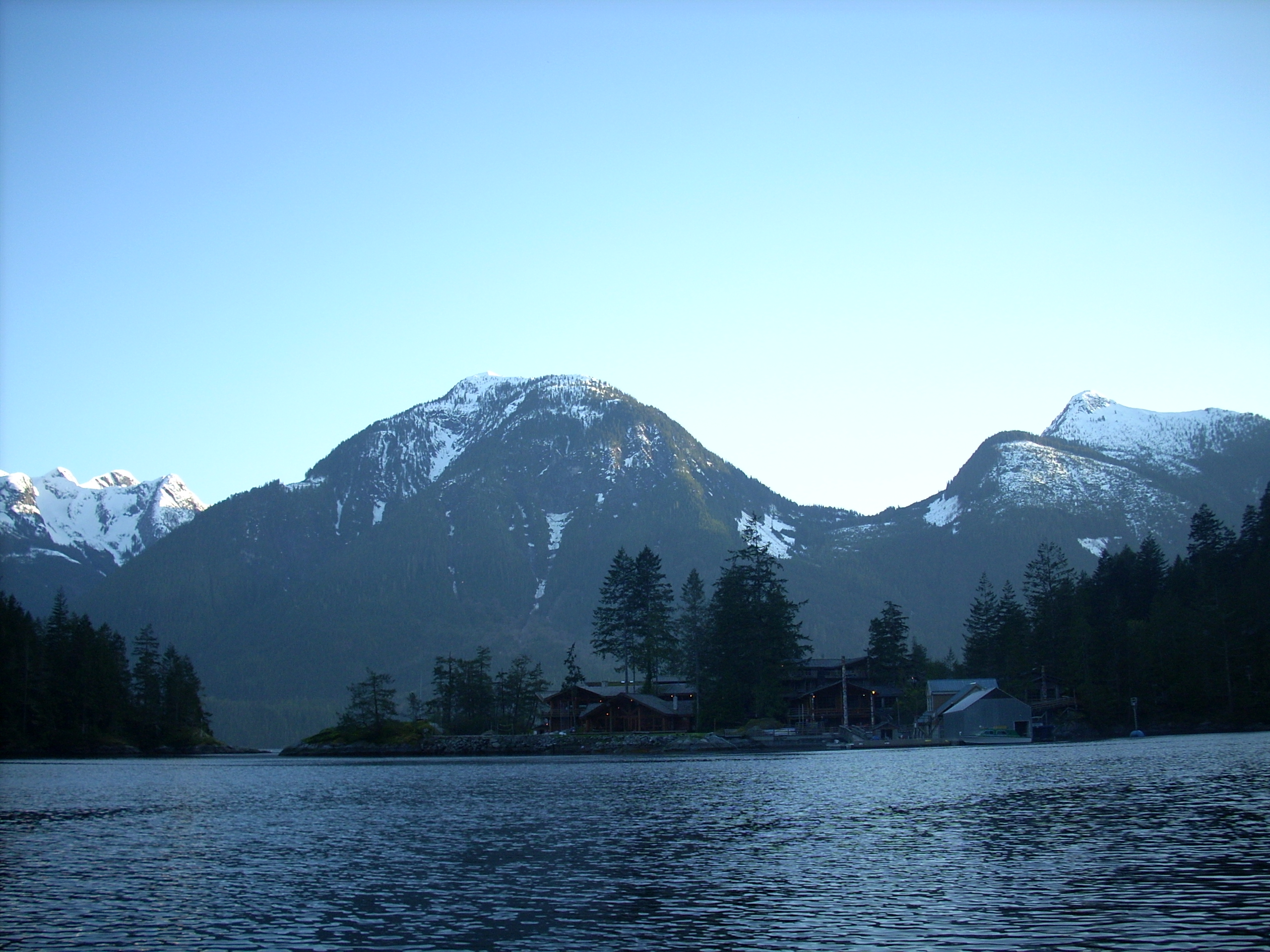
Гора Артур